# Condado de Lampasas
O Condado de Lampasas é um dos 254 condados do estado norte-americano do Texas. A sede do condado é Lampasas, e sua maior cidade é Lampasas.
O condado possui uma área de 1 849 km² (dos quais 5 km² estão cobertos por água), uma população de 17 762 habitantes, e uma densidade populacional de 10 hab/km² (segundo o censo nacional de 2000).
O condado foi criado em 1856.